# Dun-les-Places

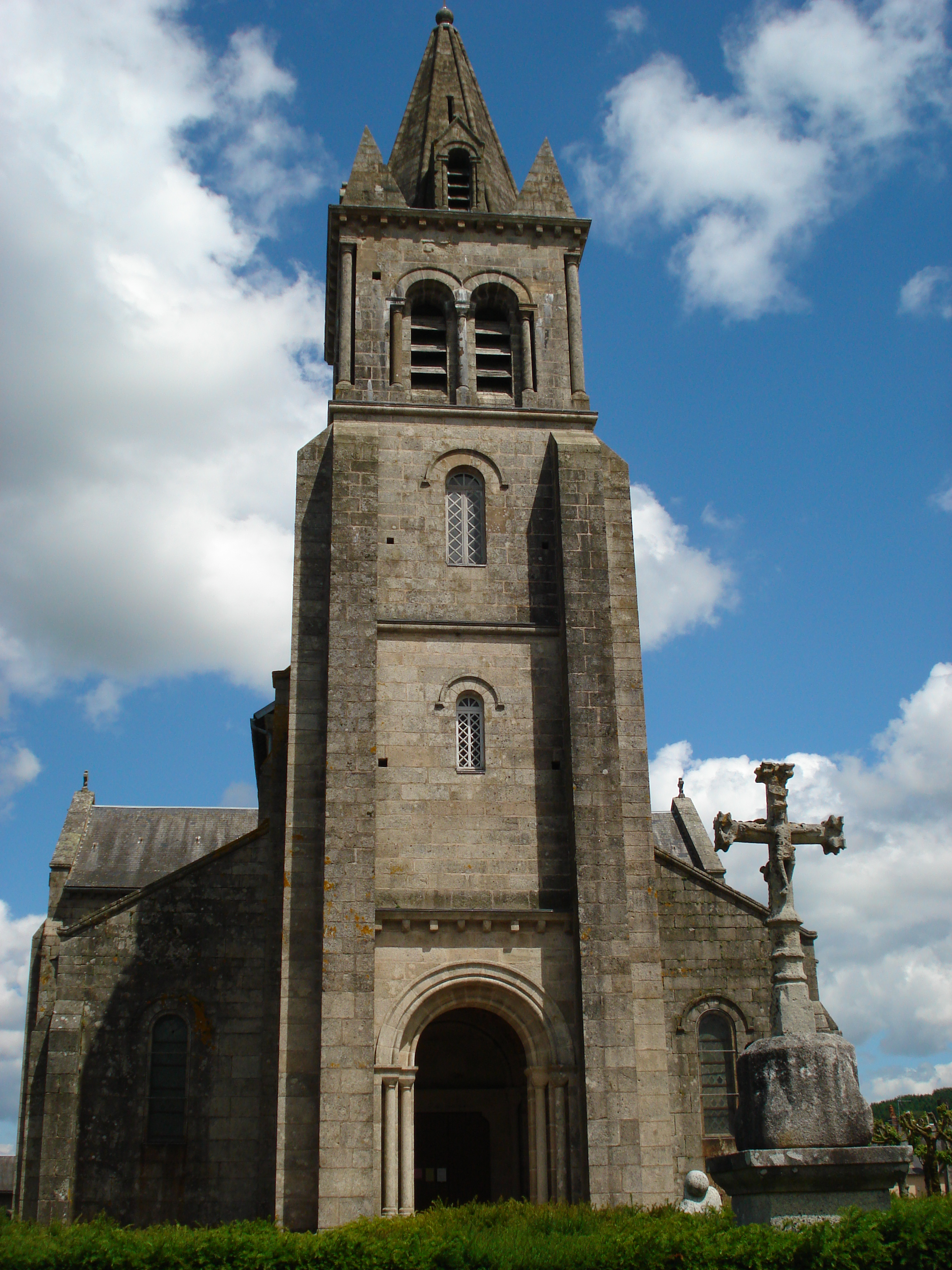
Kirche Sainte-Amélie

Dun-les-Places [dœ̃ le plas] ist eine französische Gemeinde mit 362 Einwohnern (Stand: 1. Januar 2022) im Département Nièvre in der Region Bourgogne-Franche-Comté. Die Gemeinde erlangte traurige Berühmtheit durch ein Massaker der deutschen Besatzer an der örtlichen Bevölkerung, in dessen Verlauf 27 Zivilisten ermordet wurden.

## Geografie
Dun-les-Places liegt im Morvan, der geologisch zum Zentralmassiv gehört. Die nächste Stadt ist das östlich gelegene, 22 Kilometer entfernte Saulieu. Angrenzende Gemeinden (im Uhrzeigersinn von Norden beginnend) sind Quarré-les-Tombes, Saint-Agnan-en-Morvan, Saint-Brisson, Gouloux, Montsauche-les-Settons, Brassy und Marigny-l'Église.

## Name
Der Name Dun kommt aus dem Keltischen, „Dunum“ bezeichnet einen befestigten Ort.

## Geschichte

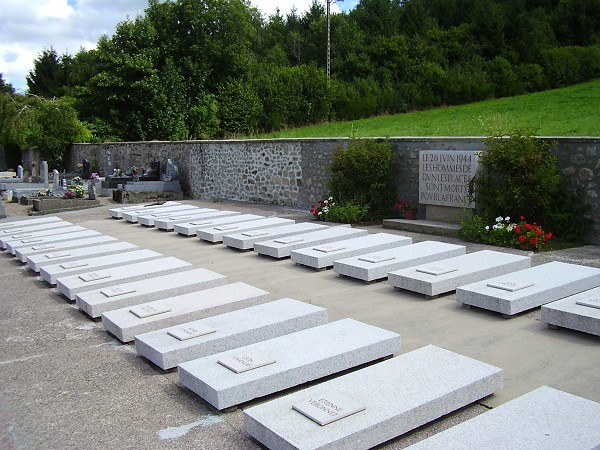
Gräber der 27 Opfer

Im Bereich des knapp drei Kilometer vom Hauptort Dun-les-Places entfernten Weilers Vieux-Dun (dt.: Alt-Dun) befand sich ein Oppidum des gallischen Stamms der Haeduer. Die 265 ha große, etwa dreieckige Anlage war auf zwei Seiten durch zu Gewässern hin abfallende Steilhänge geschützt. Auf der Südseite sind die Spuren zweier Befestigungsmauern erkennbar. Die innere Mauer wird häufig der Jungsteinzeit zugerechnet, was der Fund einer Pfeilspitze aus Feuerstein zu bestätigen scheint. Die fast zwei Kilometer südlich davon gelegene äußere Mauer gallischer Bauart stammt vermutlich aus der Zeit des Gallischen Kriegs.
Eine im Mittelalter in Höhe der ersten Mauer errichtete Burg ließ Philipp II. zerstören. Die in Vieux-Dun vermutlich im 12. Jahrhundert dem Heiligen Martin geweihte Kirche ist noch als Ruine vorhanden. Sie wurde wegen ihrer geringen Größe im 19. Jahrhundert zugunsten einer neuen Kirche im heutigen Hauptort aufgegeben. Im Wald bei Vieux-Dun steht die Kapelle Saint-Marc, die ebenfalls aus dem 12. Jahrhundert stammen dürfte. Sie war lange Zeit das Ziel von Pilgern und wurde mehrfach renoviert, ihrer Einrichtung zwischenzeitlich jedoch beraubt.
Bis in die Mitte des 19. Jahrhunderts war das heutige Vieux-Dun (damals nur: Dun) Hauptort der Gemeinde, Dun-les-Places hingegen nur ein abhängiger Weiler. 1854 weigerte sich der Gemeinderat, die hohen Kosten für die Renovierung der Kirche Saint-Martin zu übernehmen. Augustin-Xavier Feuillet, ein ehemaliger Kapitänleutnant und seit 1827 Bürgermeister, schenkte der Gemeinde daraufhin das Gebiet „les places“ und ließ auf eigene Kosten dort eine neue Kirche errichten. Die Kirche Sainte-Amélie in Dun-les-Places wurde 1851 geweiht, seit 1991 steht sie unter Denkmalschutz. Das Granitkreuz vor dem Haupteingang kam von der Kirche Saint-Martin, es stammt aus dem 16. Jahrhundert.
Trotz Protesten und Eingaben seitens der Bevölkerung wurde Mitte des 19. Jahrhunderts auch die Gemeindeverwaltung nach Dun-les-Places verlegt. 1914 regte der Bischof von Nevers an, die Pilgerfahrten zur Kapelle Saint-Marc wiederaufzunehmen. Diese erschien jedoch zu abgelegen, eine Spende ermöglichte aber den Bau einer neuen Kapelle am Ort der abgetragenen Kirche Saint-Martin. Sie wurde im selben Jahr geweiht und erhielt ebenfalls den Namen Saint-Marc.
Am 26. Juni 1944 umstellten ca. 3000 deutsche Soldaten den 120 Einwohner zählenden Hauptort Dun-les-Places. Auf der Suche nach Widerstandskämpfern verhafteten und verhörten sie in den beiden folgenden Tagen zahlreiche Zivilisten, plünderten die Häuser in Dun-les-Places und den umliegenden Weilern und steckten sie in Brand. Auch der Landsitz Château de Vermot wurde überfallen. 18 Männer, die die Deutschen zuvor als Geiseln genommen hatten, wurden am 28. Juni unter dem Portal der Kirche Sainte-Amélie erschossen aufgefunden, insgesamt gab es 27 Todesopfer. Unter den ermordeten Bürgern befand sich der Lehrer, der Priester und der Bürgermeister. Der Priester war gefoltert worden, bevor er erschossen wurde. Dun-les-Places ist der im Zweiten Weltkrieg von einem Massaker am schwersten heimgesuchte Ort im Burgund. 24 verantwortlich Tatbeteiligte wurden von einem Militärgericht in Dijon 1947 verurteilt.

## Bevölkerungsentwicklung
| Jahr                       | 1800 | 1851 | 1901 | 1936 | 1946 | 1990 | 2013 |
| Einwohner                  | 1000 | 1920 | 1553 | 827  | 806  | 471  | 348  |
| Quellen: Cassini und INSEE |      |      |      |      |      |      |      |

## Verkehr
Dun-les-Places liegt an der Departementsstraße D 6, die in ihren Verlängerungen Saulieu im Osten mit Clamecy im Nordwesten verbindet.

## Sehenswürdigkeiten
- Kirche Sainte-Amélie
- Monument des fusillés